# Pommiers-la-Placette
Pommiers-la-Placette és un municipi francès situat al departament de la Isèra i a la regió d'Alvèrnia-Roine-Alps. L'any 2007 tenia 608 habitants.

## Demografia

### Població
El 2007 la població de fet de Pommiers-la-Placette era de 608 persones. Hi havia 203 famílies de les quals 24 eren unipersonals (20 homes vivint sols i 4 dones vivint soles), 69 parelles sense fills, 94 parelles amb fills i 16 famílies monoparentals amb fills.
La població ha evolucionat segons el següent gràfic:
Habitants censats

### Habitatges
El 2007 hi havia 247 habitatges, 210 eren l'habitatge principal de la família, 30 eren segones residències i 7 estaven desocupats. 231 eren cases i 15 eren apartaments. Dels 210 habitatges principals, 169 estaven ocupats pels seus propietaris, 33 estaven llogats i ocupats pels llogaters i 8 estaven cedits a títol gratuït; 1 tenia una cambra, 3 en tenien dues, 14 en tenien tres, 45 en tenien quatre i 147 en tenien cinc o més. 188 habitatges disposaven pel capbaix d'una plaça de pàrquing. A 56 habitatges hi havia un automòbil i a 144 n'hi havia dos o més.

### Piràmide de població
La piràmide de població per edats i sexe el 2009 era:
| Homes | Edats   | Dones |
| ----- | ------- | ----- |
| 0     | 95 o +  | 0     |
| 0     | 90 a 94 | 0     |
| 0     | 85 a 89 | 0     |
| 4     | 80 a 84 | 0     |
| 8     | 75 a 79 | 0     |
| 4     | 70 a 74 | 8     |
| 20    | 65 a 69 | 4     |
| 12    | 60 a 64 | 20    |
| 12    | 55 a 59 | 16    |
| 8     | 50 a 54 | 16    |
| 32    | 45 a 49 | 8     |
| 24    | 40 a 44 | 32    |
| 44    | 35 a 39 | 44    |
| 16    | 30 a 34 | 20    |
| 4     | 25 a 29 | 16    |
| 12    | 20 a 24 | 0     |
| 16    | 15 a 19 | 28    |
| 20    | 10 a 14 | 20    |
| 52    | 5 a 9   | 28    |
| 28    | 0 a 4   | 16    |

## Economia
El 2007 la població en edat de treballar era de 396 persones, 294 eren actives i 102 eren inactives. De les 294 persones actives 279 estaven ocupades (141 homes i 138 dones) i 15 estaven aturades (7 homes i 8 dones). De les 102 persones inactives 27 estaven jubilades, 54 estaven estudiant i 21 estaven classificades com a «altres inactius».

### Ingressos
El 2009 a Pommiers-la-Placette hi havia 215 unitats fiscals que integraven 617,5 persones, la mediana anual d'ingressos fiscals per persona era de 22.067 €.

### Activitats econòmiques
Dels 20 establiments que hi havia el 2007, 1 era d'una empresa de fabricació d'altres productes industrials, 8 d'empreses de construcció, 3 d'empreses de comerç i reparació d'automòbils, 1 d'una empresa d'hostatgeria i restauració, 1 d'una empresa d'informació i comunicació, 1 d'una empresa immobiliària, 3 d'empreses de serveis, 1 d'una entitat de l'administració pública i 1 d'una empresa classificada com a «altres activitats de serveis».
Dels 8 establiments de servei als particulars que hi havia el 2009, 1 era un paleta, 2 guixaires pintors, 2 lampisteries, 1 electricista, 1 restaurant i 1 agència immobiliària.
L'any 2000 a Pommiers-la-Placette hi havia 11 explotacions agrícoles.

## Equipaments sanitaris i escolars
El 2009 hi havia una escola elemental.

## Poblacions més properes
El següent diagrama mostra les poblacions més properes.